# 第59摩托化旅 (烏克蘭)
第 59 摩托化旅是烏克蘭陸軍的一支部隊,於2014年12月8日在文尼察州海辛組建，負責指揮三支由志願軍組成的領土防衛營。在2015年的烏克蘭獨立日，該旅收到正式軍旗並開始全面投入使用。 此外,第 59 摩托化旅參加了頓巴斯戰爭。據報陸軍計劃未來將其改编為機械化部隊。

## 歷史
2016年12月8日，南方作戰指揮部指揮官根據2015年總結，將第59旅評為烏軍最好的摩托化旅。
2018年1月20日，第59旅從前線返回海辛駐地。自2017年5月起, 部隊它們被部署在位於頓巴斯戰區的普里亞佐維亞 (Pryazovia)地區。
另外，2022年2月24日至3月2日期間，該旅參加了2022年俄羅斯入侵烏克蘭期間的赫爾松戰役，並繼續作戰至同年4月。
自2022年8月以來，第59摩托化旅一直在巴赫穆特戰役中持續輪換作戰。

## 結構
截至2017年，該旅的結構如下：
- 第59摩托化旅, 海辛
  - 本部連
  - 第 9 摩托化步兵營“文尼察”
  - 第 10 摩托化步兵營“波利西亞”
  - 第 11 摩托化步兵營“基輔羅斯”
  - 旅砲兵群
    - 目標偵測連
    - 榴彈砲兵營（D-20）
    - 反坦克砲兵營（T-12）

  - 防空導彈砲兵營
  - 偵察連
  - 坦克連
  - 工程連
  - 維修連
  - 運輸連
  - 信號連
  - 醫療連
  - 狙擊排